# La Chaux, Doubs
La Chaux är en kommun i departementet Doubs i regionen Bourgogne-Franche-Comté i östra Frankrike. Kommunen ligger i kantonen Montbenoît som tillhör arrondissementet Pontarlier. År 2022 hade La Chaux 611 invånare.

## Befolkningsutveckling
Antalet invånare i kommunen La Chaux
Referens:INSEE